# Obrzędy komunijne
Obrzędy komunijne (łac. Ritus communionis) – część Mszy św. w ramach Liturgii Eucharystycznej, następująca po Doksologii zamykającej Kanon, czyli Modlitwę Eucharystyczną (Anaforę). Celem obrzędów Komunii świętej jest przygotowanie uczestniczących w Liturgii do godnego przyjęcia Ciała i Krwi Chrystusa, czyli Komunii świętej. Szczegółowe przepisy zostały zawarte w Ogólnym Wprowadzeniu do Mszału Rzymskiego (2002, wyd. pol. 2003) pod nr. 80-89, 152-165, 181-183, 192, 237-249, 266-271. 
Porządek Obrzędów Komunii:
- Wprowadzenie do Modlitwy Pańskiej – krótka zachęta do odmówienia modlitwy Ojcze Nasz, różniąca się w zależności od okresu liturgicznego.
- Modlitwa Pańska Ojcze Nasz – wspólne odmówienie modlitwy podanej bezpośrednio przez Jezusa Chrystusa.
- Embolizm – wezwanie do Boga o pokój i zbawienie będące przedłużeniem Modlitwy Pańskiej, zakończone aklamacją ludu.
- Obrzęd pokoju – modlitwa kapłana o pokój i zjednoczenie Kościoła. Po niej następuje wzajemne przekazanie znaku pokoju
- Obrzęd łamania Chleba (zmieszania Postaci) – kapłan łamie konsekrowaną Hostię na pół. Z jednej z części odłamuje mały kawałek, który następnie umieszcza w kielichu. Obu tym czynnościom towarzyszą odpowiednie modlitwy. Podczas łamania chleba śpiewane jest Baranku Boży.
- Ukazanie Ciała Chrystusa – ukazanie przez celebransa Ciała Pańskiego nad pateną lub kielichem z Krwią Pańską.
- Komunia Święta – przyjęcie i spożycie Postaci Eucharystycznych, najpierw przez głównego celebransa, następnie przez pozostałych kapłanów celebrujących Eucharystię, ministrantów, służbę liturgiczną i wiernych. W czasie udzielania Komunii wiernym śpiewa się lub recytuje stosowną aklamację zawartą w Mszale albo śpiewa się pieśń nawiązującą do treści aklamacji. Można również zachować milczenie.
- Puryfikacja – schowanie pozostałych Postaci Eucharystycznych do tabernakulum oraz oczyszczenie wszystkie naczyń liturgicznych.
- Uwielbienie po Komunii – wspólna modlitwa po zakończeniu rozdawania Komunii lub odśpiewanie stosownej pieśni o charakterze dziękczynnym. Można w tym miejscy zachować krótkie milczenie.
- Modlitwa po Komunii – krótka oracja dziękczynne za złożenie Najświętszej Ofiary i przyjęcie Eucharystii, odmawiana przez głównego celebransa.